# Gante-Wevelgem 1937
La Gante-Wevelgem 1937 fue la 4ª edición de la carrera ciclista Gante-Wevelgem y se disputó el 13 de mayo de 1937 sobre una distancia de 160 km. Esta edición fue corrida íntegramente por corredores amauters. 
El belga Robert Van Eenaeme ganó en la prueba al imponerse al sprint a su compañero de fuga, su compatriota Albert Ritserveldt. André Hallaert completó el podio.  

## Clasificación final
| Posición | Ciclista           | Equipo | Tiempo    |
| -------- | ------------------ | ------ | --------- |
| 1        | Robert Van Eenaeme | -      | 4h 20'00" |
| 2        | Albert Ritserveldt | -      | m.t.      |
| 3        | André Hallaert     | -      | a 15"     |
| 4        | Michel Verschueren | -      | a 30"     |
| 5        | René De Walsche    | -      | m.t.      |
| 6        | Pol Verschueren    | -      | m.t.      |
| 7        | Joseph Croes       | -      | m.t.      |
| 8        | Alphonse Demulder  | -      | m.t.      |
| 9        | Marcel Van Schelle | -      | a 1'40"   |
| 10       | Albert Van Herzele | -      | a 3'20"   |